# Partecipanti alla Vuelta a España 2023
Elenco dei partecipanti alla Vuelta a España 2023.
Alla competizione presero parte 22 squadre: le diciotto iscritte all'UCI World Tour 2023, e quattro squadre invitate dell'UCI Continental Team.
Ciascuna delle squadre è composta da otto ciclisti, per un totale di 176 ciclisti accreditati alla partenza.

## Corridori per squadra
Nota: R ritirato, NP non partito, FTM fuori tempo massimo, SQ squalificato
| Soudal Quick-Step                   | Soudal Quick-Step         | Soudal Quick-Step         | UAE Team Emirates             | UAE Team Emirates             | UAE Team Emirates             | Jumbo-Visma               | Jumbo-Visma               | Jumbo-Visma               |
| ----------------------------------- | ------------------------- | ------------------------- | ----------------------------- | ----------------------------- | ----------------------------- | ------------------------- | ------------------------- | ------------------------- |
| N°                                  | Ciclista                  | Clas.                     | N°                            | Ciclista                      | Clas.                         | N°                        | Ciclista                  | Clas.                     |
| 1                                   | Remco Evenepoel           | 12º                       | 11                            | Juan Ayuso                    | 4º                            | 21                        | Primož Roglič             | 3º                        |
| 2                                   | Andrea Bagioli            | R 6ª                      | 12                            | João Almeida                  | 9º                            | 22                        | Robert Gesink             | 52º                       |
| 3                                   | Mattia Cattaneo           | 34º                       | 13                            | Rui Oliveira                  | 148º                          | 23                        | Wilco Kelderman           | 25º                       |
| 4                                   | Jan Hirt                  | 59º                       | 14                            | Finn Fisher-Black             | 40º                           | 24                        | Sepp Kuss                 | 1º                        |
| 5                                   | James Knox                | 65º                       | 15                            | Juan Sebastián Molano         | 147º                          | 25                        | Jan Tratnik               | 38º                       |
| 6                                   | Casper Pedersen           | 140º                      | 16                            | Domen Novak                   | 138º                          | 26                        | Attila Valter             | 22º                       |
| 7                                   | Pieter Serry              | 96º                       | 17                            | Marc Soler                    | 14º                           | 27                        | Dylan van Baarle          | 88º                       |
| 8                                   | Louis Vervaeke            | 33º                       | 18                            | Jay Vine                      | R 6ª                          | 28                        | Jonas Vingegaard          | 2º                        |
| D.S.: Geert Van Bondt               | D.S.: Geert Van Bondt     | D.S.: Geert Van Bondt     | D.S.: Tomás Gil               | D.S.: Tomás Gil               | D.S.: Tomás Gil               | D.S.: Marc Reef           | D.S.: Marc Reef           | D.S.: Marc Reef           |
| Ineos Grenadiers                    | Ineos Grenadiers          | Ineos Grenadiers          | Bahrain Victorious            | Bahrain Victorious            | Bahrain Victorious            | Lidl-Trek                 | Lidl-Trek                 | Lidl-Trek                 |
| N°                                  | Ciclista                  | Clas.                     | N°                            | Ciclista                      | Clas.                         | N°                        | Ciclista                  | Clas.                     |
| 31                                  | Geraint Thomas            | 31º                       | 41                            | Santiago Buitrago             | 10º                           | 51                        | Juan Pedro López          | 17º                       |
| 32                                  | Thymen Arensman           | R 7ª                      | 42                            | Damiano Caruso                | 19º                           | 52                        | Julien Bernard            | 68º                       |
| 33                                  | Egan Bernal               | 55º                       | 43                            | Matevž Govekar                | 133º                          | 53                        | Kenny Elissonde           | 50º                       |
| 34                                  | Jonathan Castroviejo      | 60º                       | 44                            | Kamil Gradek                  | 130º                          | 54                        | Amanuel Gebreigzabhier    | 82º                       |
| 35                                  | Laurens De Plus           | R 1ª                      | 45                            | Mikel Landa                   | 5º                            | 55                        | Bauke Mollema             | 79º                       |
| 36                                  | Filippo Ganna             | 104º                      | 46                            | Wout Poels                    | 15º                           | 56                        | Jacopo Mosca              | 92º                       |
| 37                                  | Omar Fraile               | 115º                      | 47                            | Jasha Sütterlin               | 71º                           | 57                        | Edward Theuns             | 128º                      |
| 38                                  | Kim Heiduk                | 139º                      | 48                            | Antonio Tiberi                | 18º                           | 58                        | Otto Vergaerde            | 113º                      |
| D.S.: Steve Cummings                | D.S.: Steve Cummings      | D.S.: Steve Cummings      | D.S.: Neil Stephens           | D.S.: Neil Stephens           | D.S.: Neil Stephens           | D.S.: Jaroslav Popovyč    | D.S.: Jaroslav Popovyč    | D.S.: Jaroslav Popovyč    |
| Groupama-FDJ                        | Groupama-FDJ              | Groupama-FDJ              | Bora-Hansgrohe                | Bora-Hansgrohe                | Bora-Hansgrohe                | Alpecin-Deceuninck        | Alpecin-Deceuninck        | Alpecin-Deceuninck        |
| N°                                  | Ciclista                  | Clas.                     | N°                            | Ciclista                      | Clas.                         | N°                        | Ciclista                  | Clas.                     |
| 61                                  | Rudy Molard               | 29º                       | 71                            | Aleksandr Vlasov              | 7º                            | 81                        | Kaden Groves              | 122º                      |
| 62                                  | Lenny Martinez            | 24º                       | 72                            | Nico Denz                     | 97º                           | 82                        | Maurice Ballerstedt       | 143º                      |
| 63                                  | Lewis Askey               | 105º                      | 73                            | Emanuel Buchmann              | 20º                           | 83                        | Tobias Bayer              | 141º                      |
| 64                                  | Clément Davy              | 135º                      | 74                            | Sergio Higuita                | 43º                           | 84                        | Samuel Gaze               | R 8ª                      |
| 65                                  | Lorenzo Germani           | 85º                       | 75                            | Lennard Kämna                 | 30º                           | 85                        | Robbe Ghys                | NP 13ª                    |
| 66                                  | Romain Grégoire           | 42º                       | 76                            | Jonas Koch                    | 93º                           | 86                        | Jimmy Janssens            | 112º                      |
| 67                                  | Michael Storer            | 45º                       | 77                            | Cian Uijtdebroeks             | 8º                            | 87                        | Jason Osborne             | 131º                      |
| 68                                  | Samuel Watson             | 123º                      | 78                            | Ben Zwiehoff                  | 35º                           | 88                        | Edward Planckaert         | 136º                      |
| D.S.: Benoît Vaugrenard             | D.S.: Benoît Vaugrenard   | D.S.: Benoît Vaugrenard   | D.S.: Jean-Pierre Heynderickx | D.S.: Jean-Pierre Heynderickx | D.S.: Jean-Pierre Heynderickx | D.S.: Preben Van Hecke    | D.S.: Preben Van Hecke    | D.S.: Preben Van Hecke    |
| Lotto Dstny                         | Lotto Dstny               | Lotto Dstny               | EF Education-EasyPost         | EF Education-EasyPost         | EF Education-EasyPost         | AG2R Citroën Team         | AG2R Citroën Team         | AG2R Citroën Team         |
| N°                                  | Ciclista                  | Clas.                     | N°                            | Ciclista                      | Clas.                         | N°                        | Ciclista                  | Clas.                     |
| 91                                  | Thomas De Gendt           | 99º                       | 101                           | Hugh Carthy                   | 23º                           | 111                       | Mikaël Cherel             | 56º                       |
| 92                                  | Jarrad Drizners           | 145º                      | 102                           | Stefan Bissegger              | 117º                          | 112                       | Geoffrey Bouchard         | R 17ª                     |
| 93                                  | Sébastien Grignard        | 118º                      | 103                           | Jonathan Caicedo              | 47º                           | 113                       | Dorian Godon              | 51º                       |
| 94                                  | Andreas Kron              | 67º                       | 104                           | Diego Camargo                 | 84º                           | 114                       | Paul Lapeira              | 109º                      |
| 95                                  | Milan Menten              | 142º                      | 105                           | Andrea Piccolo                | 69º                           | 115                       | Damien Touzé              | NP 19ª                    |
| 96                                  | Sylvain Moniquet          | 94º                       | 106                           | Sean Quinn                    | 80º                           | 116                       | Andrea Vendrame           | 95º                       |
| 97                                  | Eduardo Sepúlveda         | 102º                      | 107                           | Marijn van den Berg           | 126º                          | 117                       | Lawrence Warbasse         | 44º                       |
| 98                                  | Lennert Van Eetvelt       | 32º                       | 108                           | Julius van den Berg           | 120º                          | 118                       | Nicolas Prodhomme         | 27º                       |
| D.S.: Mario Aerts                   | D.S.: Mario Aerts         | D.S.: Mario Aerts         | D.S.: Juan Manuel Gárate      | D.S.: Juan Manuel Gárate      | D.S.: Juan Manuel Gárate      | D.S.: Julien Jurdie       | D.S.: Julien Jurdie       | D.S.: Julien Jurdie       |
| Team Jayco AlUla                    | Team Jayco AlUla          | Team Jayco AlUla          | Intermarché-Circus-Wanty      | Intermarché-Circus-Wanty      | Intermarché-Circus-Wanty      | Movistar Team             | Movistar Team             | Movistar Team             |
| N°                                  | Ciclista                  | Clas.                     | N°                            | Ciclista                      | Clas.                         | N°                        | Ciclista                  | Clas.                     |
| 121                                 | Eddie Dunbar              | R 5ª                      | 131                           | Rui Costa                     | 41º                           | 141                       | Enric Mas                 | 6º                        |
| 122                                 | Felix Engelhardt          | 70º                       | 132                           | Kobe Goossens                 | NP 5ª                         | 142                       | Jorge Arcas               | 87º                       |
| 123                                 | Welay Berhe               | NP 16ª                    | 133                           | Rune Herregodts               | R 16ª                         | 143                       | Ruben Guerreiro           | NP 5ª                     |
| 124                                 | Michael Hepburn           | R 6ª                      | 134                           | Julius Johansen               | 98º                           | 144                       | Imanol Erviti             | 78º                       |
| 125                                 | Jan Maas                  | 137º                      | 135                           | Hugo Page                     | 127º                          | 145                       | Iván García Cortina       | 72º                       |
| 126                                 | Callum Scotson            | R 13ª                     | 136                           | Rein Taaramäe                 | R 14ª                         | 146                       | Oier Lazkano              | 81º                       |
| 127                                 | Matteo Sobrero            | 86º                       | 137                           | Simone Petilli                | 58º                           | 147                       | Nelson Oliveira           | 53º                       |
| 128                                 | Filippo Zana              | R 5ª                      | 138                           | Boy van Poppel                | 124º                          | 148                       | Einer Rubio               | 16º                       |
| D.S.: Pieter Weening                | D.S.: Pieter Weening      | D.S.: Pieter Weening      | D.S.: Pieter Vanspeybrouck    | D.S.: Pieter Vanspeybrouck    | D.S.: Pieter Vanspeybrouck    | D.S.: José Vicente García | D.S.: José Vicente García | D.S.: José Vicente García |
| Cofidis                             | Cofidis                   | Cofidis                   | Team DSM-Firmenich            | Team DSM-Firmenich            | Team DSM-Firmenich            | Team Arkéa-Samsic         | Team Arkéa-Samsic         | Team Arkéa-Samsic         |
| N°                                  | Ciclista                  | Clas.                     | N°                            | Ciclista                      | Clas.                         | N°                        | Ciclista                  | Clas.                     |
| 151                                 | Jesús Herrada             | 83º                       | 161                           | Romain Bardet                 | 21º                           | 171                       | Kévin Vauquelin           | R 15ª                     |
| 152                                 | Davide Cimolai            | 146º                      | 162                           | Romain Combaud                | 119º                          | 172                       | Élie Gesbert              | 73º                       |
| 153                                 | François Bidard           | 125º                      | 163                           | Alberto Dainese               | 144º                          | 173                       | Hugo Hofstetter           | 111º                      |
| 154                                 | André Carvalho            | 134º                      | 164                           | Sean Flynn                    | 116º                          | 174                       | Mathis Le Berre           | 90º                       |
| 155                                 | Bryan Coquard             | NP 5ª                     | 165                           | Chris Hamilton                | 63º                           | 175                       | Kévin Ledanois            | 103º                      |
| 156                                 | Rubén Fernández           | 54º                       | 166                           | Lorenzo Milesi                | R 6ª                          | 176                       | Łukasz Owsian             | 75º                       |
| 157                                 | José Herrada              | 132º                      | 167                           | Oscar Onley                   | R 2ª                          | 177                       | Michel Ries               | 66º                       |
| 158                                 | Rémy Rochas               | 28º                       | 168                           | Max Poole                     | 49º                           | 178                       | Carlos Rodríguez          | 13º                       |
| D.S.: Gorka Gerrikagoitia           | D.S.: Gorka Gerrikagoitia | D.S.: Gorka Gerrikagoitia | D.S.: Philip West             | D.S.: Philip West             | D.S.: Philip West             | D.S.: Mickaël Leveau      | D.S.: Mickaël Leveau      | D.S.: Mickaël Leveau      |
| TotalEnergies                       | TotalEnergies             | TotalEnergies             | Astana Qazaqstan Team         | Astana Qazaqstan Team         | Astana Qazaqstan Team         | Burgos-BH                 | Burgos-BH                 | Burgos-BH                 |
| N°                                  | Ciclista                  | Clas.                     | N°                            | Ciclista                      | Clas.                         | N°                        | Ciclista                  | Clas.                     |
| 181                                 | Steff Cras                | 11º                       | 191                           | Samuele Battistella           | 121º                          | 201                       | José Manuel Díaz          | 64º                       |
| 182                                 | Thomas Bonnet             | R 16ª                     | 192                           | David de la Cruz              | NP 16ª                        | 202                       | Cyril Barthe              | 108º                      |
| 183                                 | Fabien Doubey             | 36º                       | 193                           | Luis León Sánchez             | 61º                           | 203                       | Jetse Bol                 | 110º                      |
| 184                                 | Alan Jousseaume           | NP 13ª                    | 194                           | Javier Romo                   | NP 10ª                        | 204                       | Jesús Ezquerra            | 89º                       |
| 185                                 | Pierre Latour             | R 8ª                      | 195                           | Joseph Dombrowski             | 57º                           | 205                       | Eric Fagúndez             | 129º                      |
| 186                                 | Paul Ourselin             | 26º                       | 196                           | Vadim Pronskij                | 91º                           | 206                       | Daniel Navarro            | 39º                       |
| 187                                 | Geoffrey Soupe            | 101º                      | 197                           | Fabio Felline                 | 76º                           | 207                       | Ander Okamika             | 62º                       |
| 188                                 | Dries Van Gestel          | 107º                      | 198                           | Andrej Zejc                   | 46º                           | 208                       | Pelayo Sánchez            | 37º                       |
| D.S.: Lylian Lebreton               | D.S.: Lylian Lebreton     | D.S.: Lylian Lebreton     | D.S.: Mario Manzoni           | D.S.: Mario Manzoni           | D.S.: Mario Manzoni           | D.S.: Rubén Pérez         | D.S.: Rubén Pérez         | D.S.: Rubén Pérez         |
| Caja Rural-Seguros RGA              |                           |                           |                               |                               |                               |                           |                           |                           |
| N°                                  | Ciclista                  | Clas.                     |                               |                               |                               |                           |                           |                           |
| 211                                 | Orluis Aular              | NP 13ª                    |                               |                               |                               |                           |                           |                           |
| 212                                 | Abel Balderstone          | 77º                       |                               |                               |                               |                           |                           |                           |
| 213                                 | Fernando Barceló          | 48º                       |                               |                               |                               |                           |                           |                           |
| 214                                 | Jon Barrenetxea           | 74º                       |                               |                               |                               |                           |                           |                           |
| 215                                 | Jefferson Cepeda          | NP 10ª                    |                               |                               |                               |                           |                           |                           |
| 216                                 | David Gonzalez            | 106º                      |                               |                               |                               |                           |                           |                           |
| 217                                 | Joel Nicolau              | 100º                      |                               |                               |                               |                           |                           |                           |
| 218                                 | Michal Schlegel           | 114º                      |                               |                               |                               |                           |                           |                           |
| D.S.: José Miguel Fernández Reviejo |                           |                           |                               |                               |                               |                           |                           |                           |

### Legenda
| Dorsale      | Dorsale di partenza del ciclista | Posizione       | Posizione finale nella classifica generale               |
| Maglia rossa | Indica il vincitore della classifica generale                                                                                        | Maglia poix blu | Indica il vincitore della classifica dei GPM             |
| Maglia verde | Indica il vincitore della classifica a punti                                                                                         | Maglia bianca   | Indica il vincitore della classifica dei giovani         |
| NP           | Indica un ciclista che non è ripartito in una tappa la mattina                                                                       | R               | Indica un ciclista che si è ritirato in una tappa        |
| FTM          | Indica un ciclista che ha concluso una tappa fuori tempo, ossia ha impiegato più tempo rispetto a quanto stabilito dal tempo massimo | EX              | Corridore escluso per non aver rispettato il regolamento |

## Ciclisti per nazione
Le nazionalità rappresentate nella manifestazione sono 27; in tabella il numero dei ciclisti suddivisi per la propria nazione di appartenenza:
| Numero ciclisti | Nazione |
| --------------- | --- |
| 30              | Francia |
| 28              | Spagna |
| 19              | Belgio |
| 17              | Italia |
| 11              | Paesi Bassi                                                                                                 |
| 10              | Germania |
| 8               | Gran Bretagna                                                                                               |
| 7               | Australia                                                                                                   |
| 6               | Colombia |
| 4               | Danimarca, Slovenia, Stati Uniti                                                                            |
| 2               | Rep. Ceca, Ecuador, Kazakistan, Nuova Zelanda                                                               |
| 1               | Argentina, Austria, Eritrea, Estonia, Etiopia, Irlanda, Lussemburgo, Svizzera, Ungheria, Uruguay, Venezuela |

### Quadro d'insieme nazionalità e tappe
| Nazione   | Corridori partenti | Corridori arrivati | Tappe vinte      |
| --------- | ------------------ | ------------------ | ---------------- |
| Argentina | 1                  | 1                  | -                |
| Australia | 7                  | 4                  | 3 (Kaden Groves) |
|           |                    |                    |                  |
|           |                    |                    |                  |
|           |                    |                    |                  |
|           |                    |                    |                  |
|           |                    |                    |                  |
|           |                    |                    |                  |
|           |                    |                    |                  |
|           |                    |                    |                  |
|           |                    |                    |                  |
|           |                    |                    |                  |
|           |                    |                    |                  |
|           |                    |                    |                  |
|           |                    |                    |                  |
|           |                    |                    |                  |
|           |                    |                    |                  |
|           |                    |                    |                  |
|           |                    |                    |                  |
|           |                    |                    |                  |
|           |                    |                    |                  |
|           |                    |                    |                  |
|           |                    |                    |                  |
|           |                    |                    |                  |
|           |                    |                    |                  |
|           |                    |                    |                  |
|           |                    |                    |                  |
| Totale    | 176                | 148                | 21               |